# Preston Bagot
Preston Bagot est un village et une paroisse civile du Warwickshire, en Angleterre.